# De zeeslang
Tom Poes en de zeeslang of kortweg De zeeslang is het 31ste verhaal uit de Bommelsaga, geschreven en getekend door Marten Toonder. De eerste aflevering van het verhaal verscheen op 13 juli 1948 en het liep tot 19 augustus van dat jaar. Thema is de komkommertijd.

## Samenvatting
Tom Poes werkt in zijn tuintje als kapitein Wal Rus iets te drinken vraagt. Maar diezelfde avond zegt de kapitein alweer te varen uit om een zeeslang te gaan vangen bij de Waterzooi-eilanden. Het monster zou wel een mijl lang zijn en goed zijn te verkopen aan een dierentuin. Hij vraagt Tom Poes mee om te helpen. Heer Bommel komt aanrijden en ziet journalist Argus luistervinkje spelen. Omdat hij niet van de walvisvaart houdt, blijft hij liever thuis op slot Bommelstein. Maar later besluit hij alsnog met de zeilboot van Wammes Waggel Tom Poes achterna te reizen.De journalist lift mee.
Op een eiland ontmoeten Tom Poes en de kapitein  een trol. Deze blijkt op goede voet te staan met de zeeslang, die in een binnenmeer van het eiland woont en gevangen is door een sluizensysteem. Heer Bommel Wammes Waggel en Argus voegen zich bij het gezelschap. Wal Rus maakt dit sluizensysteem onklaar, door met een mes een touw door te snijden, zodat de zeeslang niet meer weg kan. De trol is hier niet blij mee, hij houdt de zeeslang namelijk om er schepen mee te overvallen en de radio's te stelen. Hij leidt hen rond en laat hen zijn verzameling radio's zien. Hij noemt zijn grot de grot van het praten. Met de zeeslang vecht hij tegen monsters. 
Heer Ollie blijkt op het eiland een jong zeeslangetje gevangen te hebben in een jampotje en neemt het mee naar Rommeldam. Hij wil het schenken aan het Natuurkundig Genootschap van Rommeldam en hoopt zo doctor honoris causa te worden. Kapitein Wal Rus vindt ‘dokter Dommels’ onzin, maar Argus ziet er wel een stukje in. 
Kapitein Wal Rus weet het scheepje van Wammes bekwaam naar de haven van Rommeldam te loodsen. Daar wordt hij streng toegesproken door de havenmeester. Het schip de Albatros is door een zeesleper gered en ligt in de haven. Dat betekent sleeploon, liggelden en deze verhoogd met de verschuldigde belastingen. Heer Bommel mengt zich in het gesprek, maar krijgt een boete aan zijn broek wegens het invoeren van een zeeslang. De havenmeester besluit de kapitein en de kasteelheer te arresteren.
Maar omdat Tom Poes het beestje stiekem laat ontsnappen, kan heer Bommel geen zeeslang tonen. Dat klopt volgens de havenmeester want zo’n beest bestaat natuurlijk niet. Argus ziet nu plotsklaps zijn leuke stukje over de zeeslang in het water vallen. Maar Wammes Waggel stelt voor het leuke verhaaltje toch gewoon maar te schrijven. Voor de geëiste betalingen heeft de kapitein geen geld maar heer Bommel schiet nu graag te hulp. De kapitein neemt nu onder dankzegging afscheid van de toch wel bruikbare ‘heer Bobbels’. Mijn dank en tot wederdienst bereid. Tot kijk!"
Tom Poes en heer Bommel genieten in een nabijgelegen cafeetje van een maaltijd, want op het scheepje van Wammes hadden ze alleen snert in blik genuttigd. Heer Bommel ziet dat met het klimmen der jaren hem steeds minder wordt gegund, zelfs niet een klein zeeslangetje. Er kwam een zakkenroller en die heeft hem gestolen. Tom Poes zei tot slot :”Hm”, en dacht in stilte na over die zakkenroller.

## Tekstbeschouwing
De Volledige Werken drukken de stripstroken 414,417,418,421,422 en 424 niet af. Opnieuw ingebracht worden 417a,422a, 418a en 421a. De nummers 422a en 423 worden afgedrukt voor de stroken 418a,419,420 en 421a. Marten Toonder wilde een betere synchronisatie tussen de tocht van de Albatros en het scheepje van Wammes Waggel. Ook het één dag in zee achterlaten van Tom Poes en kapitein Wal Rus op een leeg olievat, oordeelde Marten Toonder 50 jaar later minder gepast. In de krantenstrips zien we journalist Argus via de regenpijp op het dak van het huisje van Tom Poes klimmen. Op plaatje 421 noemt heer Bommel journalist Argus zijn ‘jonge vriend’. Verder roeit Wammes Waggel zijn passagiers in een roeiboot in de haven naar zijn 50 jaar oude zeilschip.